# أغنيس من بوهيميا (دوقة شوابيا)
أغنيس من بوهيميا (التشيكية:Anežka Přemyslovna؛ 9/5 سبتمبر 1269 - 17 مايو 1296)؛ هي أميرة بوهيميا، أصبحت دوقة شوابيا من خلال زواجها من رودولف دي هابسبورغ، ومع ذلك كان اللقب مجرد لقب تشريفي، مسبقاً قبل زواجهما كان زوجها دوق النمسا وستيريا إلا أنه اضطر على تخلى عن في حقه.
تعتبر أغنيس الطفل الثالث والابنة الثانية لـ أوتوكار الثاني ملك بوهيميا وزوجته الثانية كونيغوند من سلافونيا، توفي والدها في معركة مارشفيلد بعد مطالبة بدوقيات النمسا وستيريا وكارينثيا وكارنيولا التي تم انتزاعه منه مؤخراً، وبذلك خرج الملك رودولف الأول منتصراً، قررت والدتها خطبتها من ابن الملك رودولف في ربيع 1279.
في مارس 1289 أصبحت متزوجة من رودولف دي هابسبورغ في براغ؛ وأنجبت له ابناً واحداً يوهان في العام التالي، بعد ولادة ابنها بوقت قصير توفي زوجها فجأة وهم لا يزالا مقيما في بلاط شقيقها فاتسلاف الثاني ملك بوهيميا، عاشت أغنيس من بعده لمدة أقل من ستة سنوات حتى تلحق زوجها إلى القبر، ابنها الذي أصبح دون أرض سيادية لحكمها طالب بحقه إلا أن عمه لم يلفت له انتباه، لاحقاً بعد انقراض عائلتها من خط الذكور في 1306 بعد وفاة ابن شقيقها فاتسلاف الثالث تجاهل صهرها مطالب ابنها مرة أُخرى، ونصب ابنه رودولف عوضاً عن ذلك والذي ليس له أية صلة بعائلتها، مما أدى إلى سخط ابنها حتى وصل الأمر إلى ذروته مع 1308 مع تدبير اغتيال عمه.